# Фађе (Ријети)
Фађе је насеље у Италији у округу Ријети, региону Лацио.
Према процени из 2011. у насељу је живело 20 становника. Насеље се налази на надморској висини од 978 м.